# Norman Rossington
Norman Rossington, född 24 december 1928 i Liverpool, Merseyside, död 21 maj 1999 i Manchester, Lancashire, var en brittisk skådespelare.

## Roller i urval
- 1958 – Nu tar vi sergeanten
- 1958 – Titanics undergång
- 1960 – Lördagskväll och söndagsmorgon
- 1962 – Den längsta dagen
- 1962 – Dra åt fanders
- 1962 – Massor av bovar
- 1963 – Spexmakaren
- 1964 – Dessa fantastiska män i sina flygande maskiner
- 1964 – Yeah! Yeah! Yeah!
- 1967 – Double Trouble
- 1967 – Slaget om Tobruk
- 1971 – Mannen i vildmarken
- 1976 – Jag, Claudius (TV-serie)
- 1979 – Fången på Zenda
- 1979 – S.O.S. Titanic
- 1995 – Last of the Summer Wine (TV-serie)